# Tivadar Soros
Dans le nom hongrois Soros Tivadar, le nom de famille précède le prénom, mais cet article utilise l’ordre habituel en français Tivadar Soros, où le prénom précède le nom.
Tivadar Soros ou Teodoro Ŝvarc (ou Schwartz ; 7 avril 1893 - 22 février 1968) est un écrivain juif hongrois, médecin, avocat et espérantiste. Pseudonyme : Teo Melas (melas en grec et schwarz en allemand signifient noir). Il fonda, en 1922, la revue littéraire en espéranto Literatura Mondo, dont il assura la rédaction jusqu'en 1924. Il est l'auteur d'un petit roman, Modernaj Robinzonoj, écrit dans un style facile, paru en 1923. La langue internationale tint une grande place dans sa vie. Ce livre a été édité en anglais en 2010, traduit par Humphrey Tonkin.
Dans ses mémoires, Maskerado ĉirkaŭ la morto (Mascarade autour de la mort), Teodoro Ŝvarc relate notamment ce qu'il vécut à Budapest pendant l'occupation nazie. L'édition de Humphrey Tonkin, comprenant l'addition d'un grand nombre de notes, est sortie dans la même période. Ce livre a été édité en anglais, en 2000 en Grande-Bretagne, en 2001 aux États-Unis ; il a également paru en russe, en allemand, en turc et en hongrois.
Teodoro Ŝvarc découvrit tôt l'espéranto, un soldat, Pal Balkanyi, le lui ayant enseigné sur les champs de bataille orientaux de la Première Guerre mondiale.
Après des années de captivité militaire en Sibérie, Soros s'évada ; sur la route du retour, il joua un rôle dans la fondation de la première association espérantiste à Moscou, puis, rentré à Budapest, lança la revue littéraire Literatura Mondo. Son fils, le financier George Soros, estime que toute cette vie pleine d'aventures jusqu'à l'arrivée des nazis à Budapest n'était qu'une préparation au plus grand défi qui soit : la lutte contre l'invasion nazie. Ce moment est, pour lui, la période la plus héroïque de la vie de son père, lorsque toute l'expérience, tout le savoir-faire acquis au cours des décennies précédentes sont confrontés au plus grand défi, et en triomphent.

## Œuvres
- Modernaj Robinzonoj (Les Robinsons modernes), récit autobiographique, 1924.
- Maskerado ĉirkaŭ la morto (Mascarade autour de la mort), récit autobiographique, 330 pp., 1965, Fayard, 2015,  (ISBN 978-2-213-68097-2)